# Att föda ett barn
Att föda ett barn är en roman av författaren Kristina Sandberg från 2010. Romanen är den första delen i trilogin om hemmafrun Maj i Örnsköldsvik. Den andra delen heter: Sörja för de sina och den sista: Liv till varje pris. Romanen tar sin utgångspunkt under handskfabrikören och industrimannen Johan Hägglunds tid. Maj blir oplanerat gravid och gifter sig med den 15 år äldre  Thomas Berglund. Thomas kommer från bättre förutsättningar än Maj men har alkoholproblem och Maj försöker hantera tillvaron och anpassa sig till sina nya förutsättningar.